# Tipula japonica
Tipula japonica är en tvåvingeart som beskrevs av Friedrich Hermann Loew 1858. Tipula japonica ingår i släktet Tipula och familjen storharkrankar. Inga underarter finns listade i Catalogue of Life.